# Игнашино (Вологодская область)
Игнашино — деревня в Чагодощенском районе Вологодской области.
Входит в состав Первомайского сельского поселения, с точки зрения административно-территориального деления — в Первомайский сельсовет.
Расстояние по автодороге до районного центра Чагоды — 31 км, до центра муниципального образования посёлка Смердомский — 6 км. Ближайшие населённые пункты — Заручевье, Новая, Новинка, Смердомля.
По переписи 2002 года население — 4 человека.